# هشدار (ترانه امینم)
«هشدار» (به انگلیسی: The Warning) ترانه‌ای از امینم (به انگلیسی: Eminem) خواننده اهل ایالات متحده آمریکا است. او این ترانه را به صورت یک دیس‌ترک بر ضد ماریا کری و همسر آن زمانش نیک کانن منتشر کرده بود.